# Solina Gallego Fernández
Solina Gallego Fernández (Yarumal, 18 de noviembre de 1907-Medellín, 17 de noviembre de 2004) fue una educadora y autora colombiana, reconocida por su labor educativa en el departamento de Antioquia.

## Biografía

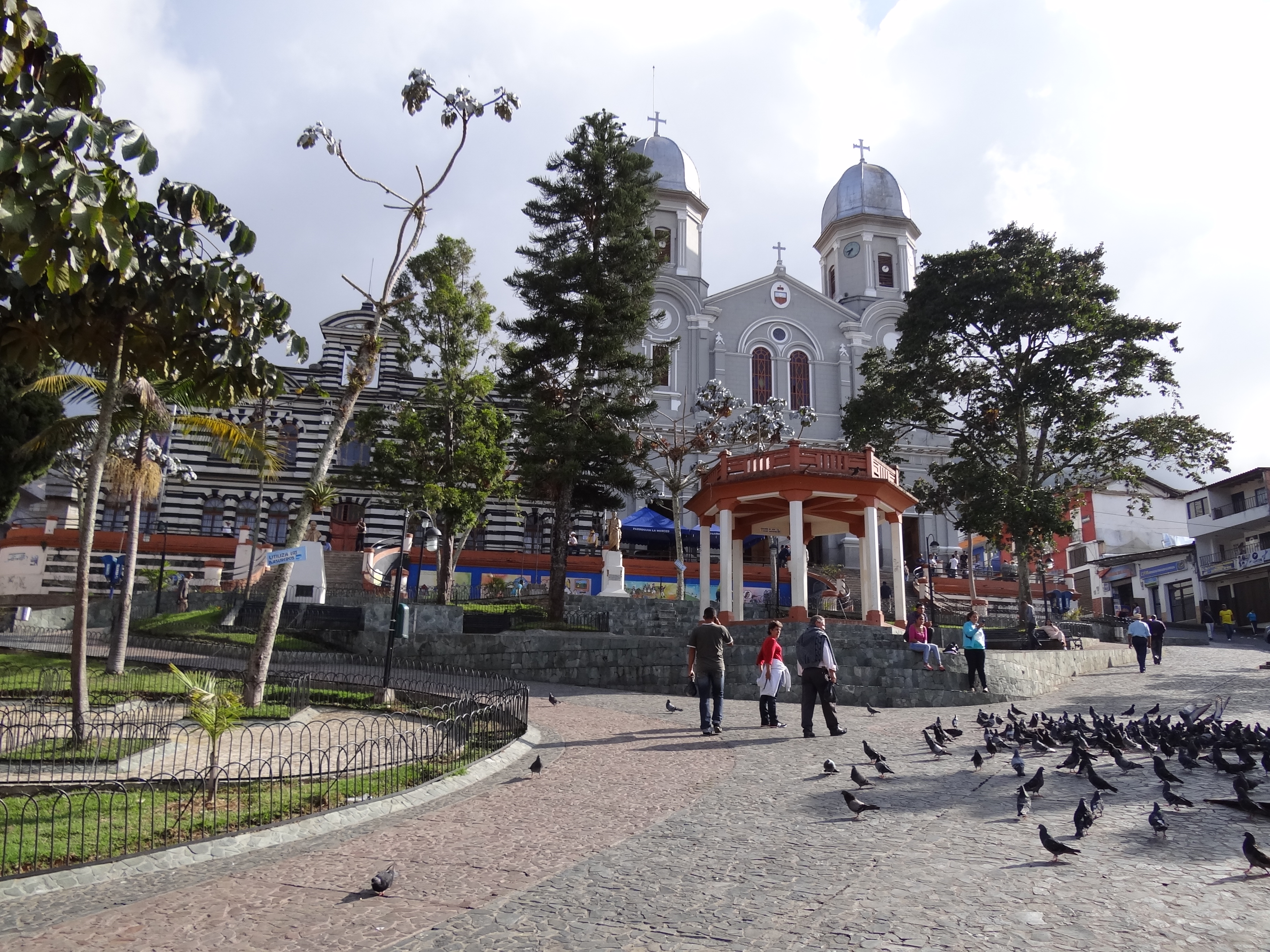
Yarumal, Antioquia, pueblo natal de Solina Gallego.

Solina nació en el municipio de Yarumal el 18 de noviembre de 1907. Terminó sus estudios de normalista en 1927, realizando una tesis sobre la educadora y pedagoga italiana María Montessori y sus ideas sobre la educación preescolar. Luego se convirtió en directora del kínder Maria Montessori y profesora del Colegio María en su ciudad natal. El 8 de febrero de 1960 fundó el kínder La Casa de su Niño en Medellín. Tres años más tarde fundó un jardín infantil en el barrio de bajos recursos Belén Las Violetas, también en la capital antioqueña, el cual bautizó Carla Cristina, en honor a una niña de su familia que falleció a la edad de cuatro años víctima de cáncer.
Pronto este jardín infantil se convertiría en la Fundación Carla Cristina, entidad que en la actualidad brinda alimentación, salud y educación a niños de escasos recursos en la ciudad. Actualmente la Fundación Carla Cristina cuenta con más de 25 jardines infantiles, distribuidos en diferentes barrios populares de Medellín. En 1988 Solina fue una de las gestoras de la Fundación Ximena Rico Llano, encargada de la atención y educación en niños menores de 5 años, en funcionamiento actualmente.
En sus últimos años tuvo que retirarse de la labor docente por su estado de salud. Recibió doce reconocimientos por su labor educativa, entre los que se encuentran la Estrella de Antioquia y el Premio Alejandro Ángel Escobar. Falleció en la ciudad de Medellín el 17 de noviembre de 2004 a la edad de 97 años, en un hogar de ancianos en el sector de El Poblado.

## Premios y reconocimientos
- Estrella de Antioquia
- Premio Alejandro Ángel Escobar
- Medalla cívica – Sociedad de Mejoras Públicas
- Placa Unión de Ciudades de Antioquia
- Club rotario de Yarumal
- Medalla Club Rotario Internacional – premio Paul Harris
- Mención especial – Periódico El Colombiano
- Honor al Mérito – Fundación Carla Cristina
- El Mundo de Oro en Civismo – Periódico El Mundo
- Placa Especial – Yarumal 200 años
- Placa Reconocimiento – Fundación Carla Cristina en sus 30 años
- El Colombiano Ejemplar – Categoría Solidaridad – Periódico El Colombiano